# Hráč proti prostředí
Hráč proti prostředí, též PvE (z anglického player versus environment), je typ boje ve hrách více hráčů, ve kterém hráči bojují primárně proti počítači, nikoliv proti sobě.
Tento pojem se rozšířil zejména v MMORPG hrách jako Guild Wars, Metin2, World of Warcraft, Lineage nebo Ultima Online. Pro oddělení od PvP jsou tu pro hráče takzvané instance, kde se odehrávají souboje s NPC postavami. Například ve hře World of Warcraft jsou desítky instancí o různých velikostech a obtížnostech. Ty nejtěžší (obvykle nejnovější) z nich dobývají nejlepší světové gildy měsíce a stráví stovky hodin pokusy o první zabití koncových bossů. V PvE je nejdůležitější maximální spolupráce mezi všemi hráči a dodržování taktiky na daného bosse. Zaváhání jednotlivce v krizové situaci mnohdy znamená smrt celé skupiny, což se v PvE terminologii nazývá wipe. Pro dobrou organizaci je většinou určen velitel, který rozhoduje o úloze každého člena skupiny, určuje taktiku a hlásí důležité události během boje. Pro komunikaci mezi členy skupiny se užívá teamspeak nebo jemu podobné programy jako je Mumble nebo Ventrilo.